# Hurdiidae
Hurdiidae – rodzina bezkręgowców z rzędu Radiodonta, obejmująca rodzaj Hurdia i inne blisko spokrewnione z nim rodzaje. Rodzina ta żyła od kambru do dewonu. 
Po raz pierwszy nazwa Hurdiidae została użyta przez Vinthera i współpracowników w artykule z 2014 r., jednak ich definicja tej rodziny była oparta nie na cechach, a na relacjach filogenetycznych, a tym samym niezgodna z ICZN. Była więc to nazwa nomen nudum. Opis tej rodziny zgodny z ICZN został opublikowany w 2018 r., a jego autorami są Rudy Lerosey-Aubril i Stephen Pates.

## Budowa

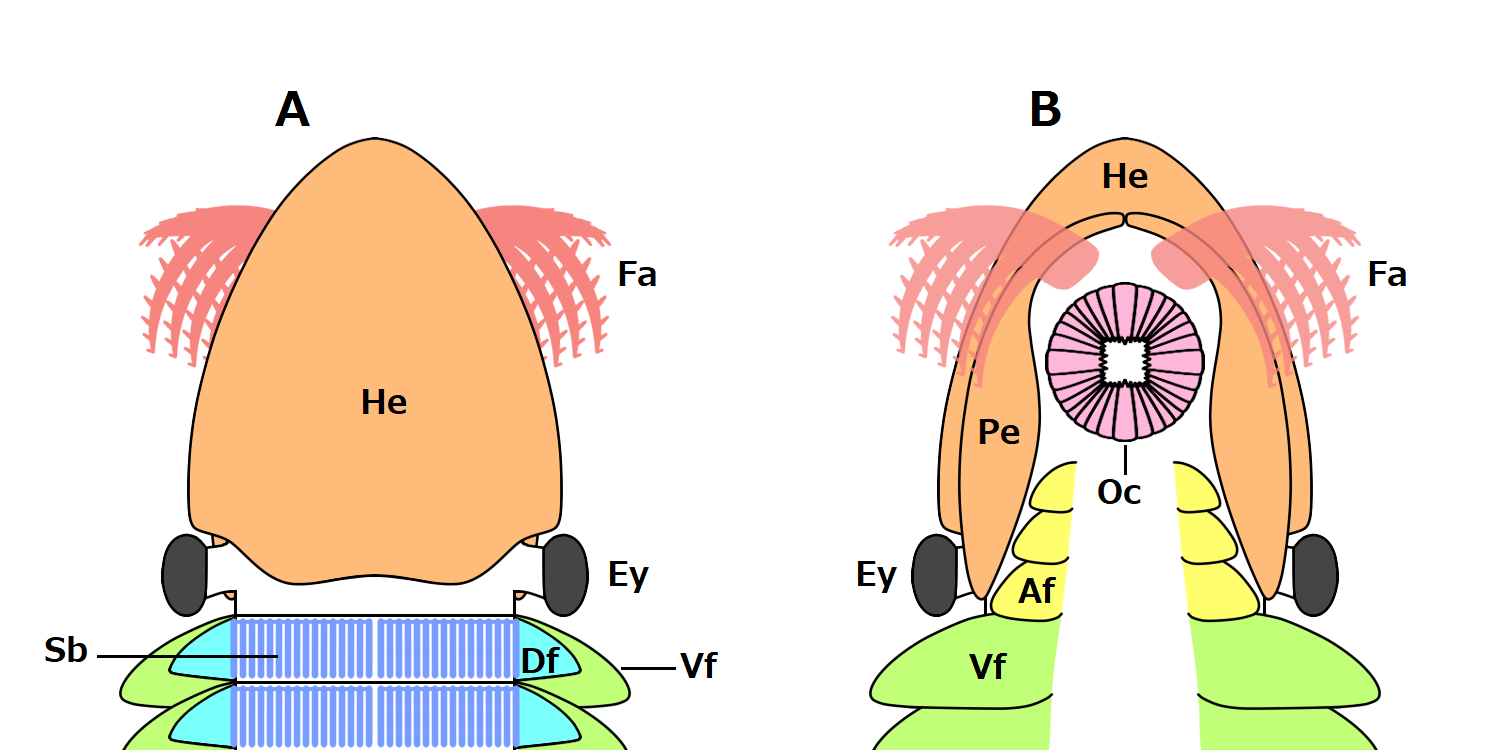
Anatomia przedniej części ciała zwierząt z rodziny Hurdiidae.

Ciało zwierząt z tej rodziny składało się z 2 tagm – głowy oraz podzielonego na segmenty tułowia. Z segmentów tułowia wyrastały płatowate płetwy. Przynajmniej u niektórych rodzajów (Aegirocassis, Peytoia i prawdopodobnie Hurdia) były obecne po 2 pary takich struktur - większe boczne i niewielkie grzbietowe. Głowę pokrywał pancerz składający się z 3 elementów - jednego elementu środkowego (nazywanego także "elementem H") i 2 elementów bocznych (nazywanych także "elementami P"). W tylnej części głowy znajdowała się para oczu złożonych, a na spodzie stożek gębowy. Z przodu głowy znajdowała się para podzielonych na segmenty odnóży, z których wyrastały kolce (endyty). Endyty miały kształt płytki, były zwykle zakrzywione w kierunku dystalnym odnóża i posiadały struktury pomocnicze (kolce lub szczecinki) wystające z ich przednich krawędzi pod kątem prostym. Stożek gębowy składał się z czterech dużych płytek ustawionych względem siebie prostopadle.

## Rodzaje
- Aegirocassis
- Cambroraster
- Hurdia
- Pahvantia
- Peytoia
- Schinderhannes
- Stanleycaris
- Ursulinacaris